# Hindaste
Hindaste – wieś w Estonii, w prowincji Lääne, w gminie Nõva.